# Crossover (zene)
Az úgynevezett crossover zene, a zenei műfajokat „keresztező”, többféle műfajt, stílust ötvöző zenei előadói felfogás. Ilyen zene például a fúziós jazz, a third stream, vagy a country-pop is.
Szentpéteri Csilla, Illényi Katica, vagy például Vanessa-Mae is crossovernek tartja a stílusát, ők a klasszikus zeneszámok előadását korunk popzenei stílusirányzatait is felhasználva szabadon adják elő (mintegy leporolva) az ismert remekműveket.
Az ilyen felfogás a zenetudósokat mindig megosztja, ugyanakkor a nagyközönség előtt mindig sikeres. A klasszikus slágerek ismertsége mellett ehhez mindig is hozzájárulnak az előadók virtuóz képességei.
Amikor az elnevezést még nem is használták, sokan, sokszor muzsikáltak így, mindig látványos sikerrel. A King's Singers zenéje, Vukán György egyes fellépései, a rockzenében az Emerson, Lake & Palmer, Rick Wakeman Carmina Buranája, Tomita Iszao zenéje is hasonló volt. A klasszikusokon edzett amerikai zongorista, Dorothy Donegan is szenzációsan kevert mindenféle dallamot boogie-woogie alapokra.
Természetesen bárzongorista korában a stílusok vegyítése Cziffra György (zongoraművész)től sem volt idegen, és a mai kávéházi zongoristák – mint például a lenyügöző bárzongorista Ökrös Ottó – is ugyanezt csinálják; ha esetleg nem is mondják.
Másfelől nyugodtan nevezhetjük Gidon Kremer előadását is crossovernek, ha Astor Piazzollát játszik, vagy Daniel Barenboim Brazilian Rhapsody című lemeze is crossover.